# Eridu
Eridu (oppure Eridug o Urudug, cuneiforme: 𒉣𒆠, sumero: NUNKI o EriduKI, accadico: Irîtu) fu un'antica città sumera della bassa Mesopotamia, corrispondente all'odierno Tell Abu Shahrain (Governatorato di Dhi Qar, Iraq), posta a undici chilometri a sud-ovest di Ur.
Eridu fu per lungo tempo considerata la città più antica della Mesopotamia meridionale e tuttora si discute se sia stata la città più antica del mondo.
Eridu era la più meridionale di un gruppo di città sumere che crebbero attorno a templi, quasi in vista l'una dell'altra.
Nella mitologia sumera, Eridu era la patria di Enki, che era considerato il suo fondatore e che fu noto agli Accadi come Ea.
Il suo tempio era chiamato E-Abzu, per il fatto che si riteneva che Enki vivesse nell'Abzu ("acqua profonda"), un acquifero dal quale si credeva traesse origine tutta la vita.

## Storia

### Neolitico
| Schema cronologico del neolitico del Vicino Oriente | Schema cronologico del neolitico del Vicino Oriente | Schema cronologico del neolitico del Vicino Oriente | Schema cronologico del neolitico del Vicino Oriente                            | Schema cronologico del neolitico del Vicino Oriente | Schema cronologico del neolitico del Vicino Oriente | Schema cronologico del neolitico del Vicino Oriente | Schema cronologico del neolitico del Vicino Oriente |
| 6000                                                | Khabur                                              | Gebel Singiar Assiria                               | Medio Tigri                                                                    | Bassa Mesopotamia                                   | Khuzistan                                           | Anatolia                                            | Siria                                               |
| --------------------------------------------------- | --------------------------------------------------- | --------------------------------------------------- | ------------------------------------------------------------------------------ | --------------------------------------------------- | --------------------------------------------------- | --------------------------------------------------- | --------------------------------------------------- |
| 5500                                                |                                                     | Umm Dabaghiya                                       |                                                                                |                                                     | Muhammad Giaffar                                    | Çatalhöyük (6300-5500)                              | Amuq A                                              |
| 5200                                                | Halaf antico                                        | Hassuna                                             | Samarra antico (5600-5400) Samarra medio (5400-5000) Samarra tardo (5000-4800) |                                                     | Susiana A                                           | Hagilar Mersin 24-22                                | Amuq B                                              |
| 4800                                                | Halaf medio                                         | Hassuna tardo Gawra 20                              | Samarra antico (5600-5400) Samarra medio (5400-5000) Samarra tardo (5000-4800) | Eridu (= Ubaid 1) Eridu 19-15                       | Tepe Sabz                                           | Hagilar Mersin 22-20                                | Amuq C                                              |
| 4500                                                | Halaf tardo                                         | Gawra 19-18                                         |                                                                                | Haggi Muhammad (= Ubaid 2) Eridu 14-12              | Khazineh Susiana B                                  | Gian Hasan Mersin 19-17                             | Amuq D                                              |

     Cultura di Haggi Muhammad
     Cultura di Samarra
     Cultura di Halaf
     Cultura di Hassuna
     Culture "tipo Halaf"
     Ceramiche anatoliche
     Amuq D e neolitico ceramico B palestinese
     (area di Biblo): neolitico medio di Biblo

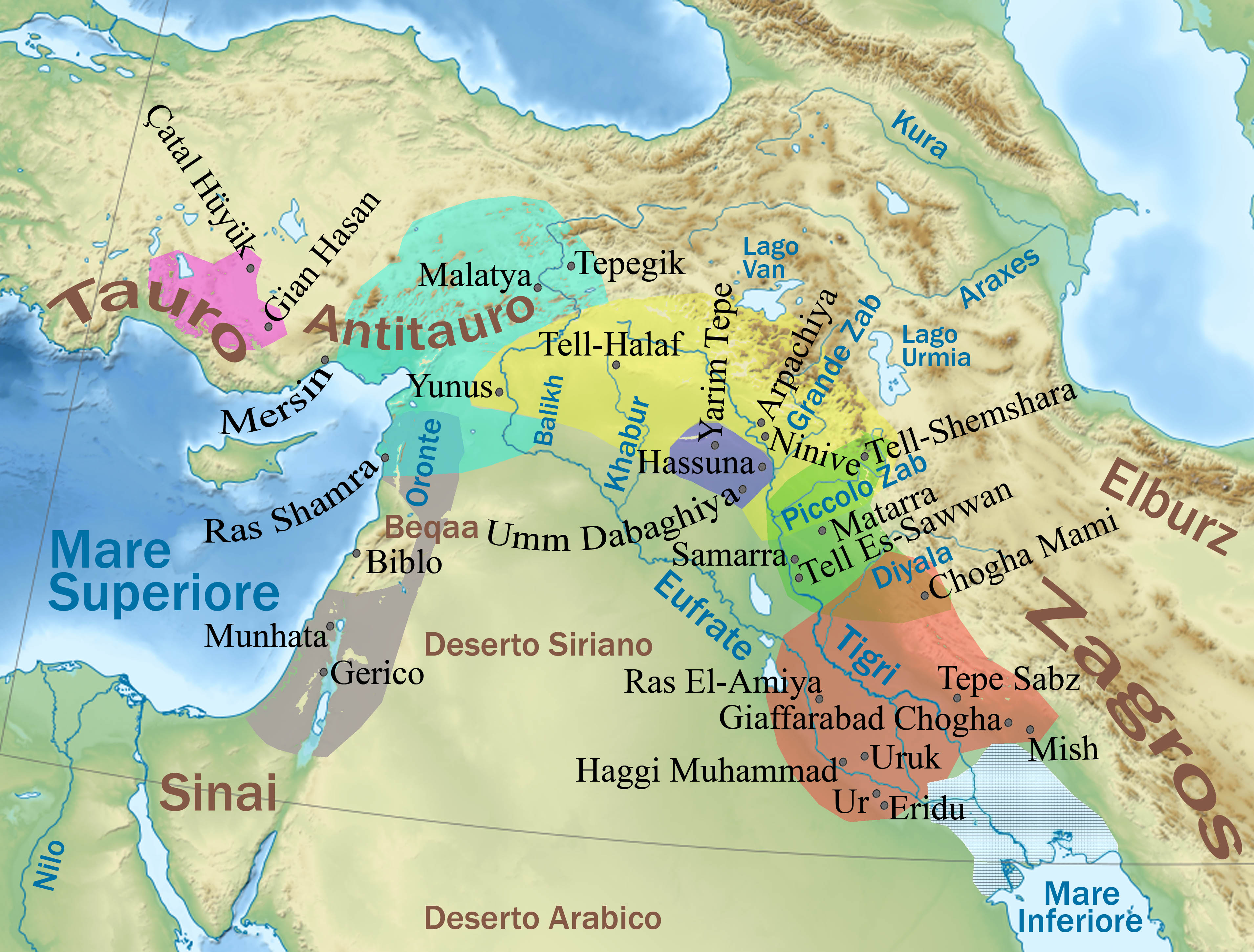
Zone di influenza delle diverse culture nel periodo medio Halaf, 5600-4500 a.C. (le dimensioni del Golfo Persico sono quelle ipotizzate per il 3000 a.C.)
Legenda (da sudest a nordovest approssimativamente):
Cultura di Haggi Muhammad
Cultura di Samarra
Cultura di Halaf
Cultura di Hassuna
Culture "tipo Halaf"
Ceramiche anatoliche
Amuq D e neolitico ceramico B palestinese
(area di Biblo): neolitico medio di Biblo

Eridu era la più meridionale fra le città che si erano sviluppate attorno ai templi nella bassa Mesopotamia.
Molto probabilmente fu fondata vicino al golfo Persico, alla foce del fiume Eufrate, ma, a causa dell'accumulo di fango e detriti sulla linea costiera avvenuti attraverso i millenni, oggi i resti della città si trovano ad una certa distanza dal golfo, nella località di Abu Shahrain, in Iraq.
Eridu sembra essere il primo agglomerato urbano dei Sumeri, cresciuto probabilmente attorno al V o IV millennio a.C. Secondo Gwendolyn Leick, la città di Eridu era disposta alla confluenza di tre ecosistemi separati che avevano dato vita a tre culture differenti:
- Da una parte le prime comunità di contadini che sembra si basassero su un'agricoltura di sussistenza supportata da un'intensa irrigazione. Questi derivavano dalla civiltà di Samarra a nord, caratterizzata dalla costruzione di canali e di edifici con mattoni di fango.
- La cultura dei pescatori-cacciatori del litorale arabo, installata in capanne di canne.
- La terza cultura che contribuì ad erigere la città di Eridu fu quella dei pastori nomadi di greggi di pecore e capre, che vivevano in tende nelle zone semideserte.

Tutte e tre le culture sembrano implicate nei primi sviluppi della città. Lo stabilimento urbano si concentrava attorno ad un imponente complesso templare costruito in mattoni, all'interno di una piccola depressione che permetteva all'acqua di accumularsi.
Negli strati più antichi di Eridu (strati 17-15, appartenenti alla fase detta appunto "di Eridu", ca. 5000 a.C.) è stata rintracciata un'importante novità in ambito urbanistico: è infatti qui che si hanno le prime evidenze di una sistemazione apposita, in spazi dedicati, dell'attività cultuale. Si tratta di piccoli edifici, di "cappelle", un inizio modesto ma certamente rivoluzionario rispetto alla tipologia abitativa, ad esempio, di Çatalhöyük, dove il culto veniva effettuato dentro le abitazioni private, caratterizzandosi come culto "familiare".

### Calcolitico
| Schema cronologico del calcolitico del Vicino Oriente | Schema cronologico del calcolitico del Vicino Oriente | Schema cronologico del calcolitico del Vicino Oriente | Schema cronologico del calcolitico del Vicino Oriente | Schema cronologico del calcolitico del Vicino Oriente | Schema cronologico del calcolitico del Vicino Oriente |
| 4500                                                  | Mesopotamia                                           | Mesopotamia                                           | Khūzestān                                             | Siria                                                 | Anatolia                                              |
| 4500                                                  | Sud                                                   | Nord                                                  | Khūzestān                                             | Siria                                                 | Anatolia                                              |
| ----------------------------------------------------- | ----------------------------------------------------- | ----------------------------------------------------- | ----------------------------------------------------- | ----------------------------------------------------- | ----------------------------------------------------- |
| 4000                                                  | Ubaid antico (=Ubaid 3) Eridu 11-9                    | Ninive 3 Gawra 17-14                                  | Susiana C Mehmeh                                      | Amuq D                                                | Mersina 16                                            |
| 3500                                                  | Ubaid tardo (=Ubaid 4) Eridu 8-6 Uruk 18-15           | Ninive 3 Gawra 13-12                                  | Bayat Susa A                                          | Amuq E                                                | Mersina 15                                            |

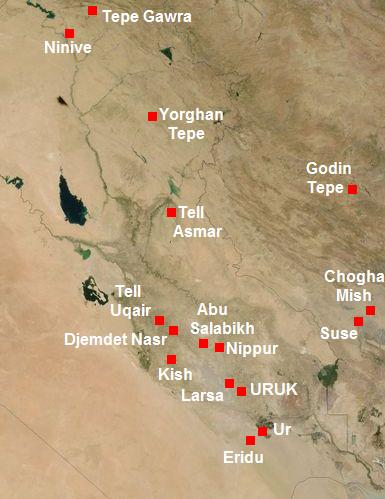
La Mesopotamia nel periodo di Uruk

Kate Fielden afferma: "Il primo insediamento (ca. 5000 a.C.) si era sviluppato fino a divenire una stabile città di mattoni e case di canne nel 2900 a.C., avente un'estensione di circa 8-10 ettari (20-25 acri). Dal 2050 a.C. la città cadde in declino; ci sono alcune prove di una occupazione dopo questa data. Diciotto templi di mattoni sovrapposti sono alla base della ziggurat non finita di Amar-Sin (ca. 2047-2039 a.C.). L'apparente continuità dell'occupazione e dei riti religiosi ad Eridu, forniscono la prova convincente per l'origine indigena della civiltà sumerica. Il sito è stato scavato principalmente fra il 1946 e il 1949 dal dipartimento di antichità dell'Iraq."
Queste indagini archeologiche hanno dimostrato, secondo Oppenheim, che "alla fine l'intero sud decadde in ristagno rinunciando all'iniziativa politica in favore dei re delle città del nord" e la città venne abbandonata nel 600 a.C.
| Schema cronologico della rivoluzione urbana |                                       |                                                   |                                                           |                           |                                               |
| 3500                                        | Bassa Mesopotamia                     | Alta Mesopotamia                                  | Iran occidentale                                          | Siria                     | Anatolia orientale                            |
| 3200                                        | antico Uruk 14-9 Eridu 5-4            | Gawra 11-10                                       | Khuzistan: Susa B Zagros: Godin 7 Fars: antico Banesh     | Amuq F Hama K             | Malatya 7                                     |
| 3000                                        | tardo Uruk 8-4 Eridu 3-2 Nippur 16-15 | Gawra 9 Ninive 4 Tell Brak ("tempio dell'occhio") | Khuzistan: tipo Uruk Zagros: Godin 5-6 Fars: medio Banesh | Habuba Kebira Gebel Aruda | Malatya 6A Hassek Kurban Hüyük 6 Mersin 14-13 |
| 2900                                        | Gemdet Nasr Uruk 3 Nippur 14-12       | Gawra 8 Ninive 5                                  | Khuzistan: Susa C Zagros: Godin 4 Fars: tardo Banesh      | Amuq G Hama K             | Malatya 6B Kurban Hüyük 5 Mersin 12           |

## Eridu nella Lista dei re
Nella Lista dei re sumeri Eridu viene detta la città dei primi re: "Dopo che la regalità calò dal cielo, il regno ebbe dimora in Eridu. In Eridu, Alulim divenne re; regnò per 28.800 anni. Alaljar regnò per 36.000 anni. Questi 2 re hanno regnato per 64.800 anni. Quindi Eridu cadde e la regalità passò a Bad-tibira".
La lista dei re attribuisce regni particolarmente lunghi ai re antecedenti il “diluvio” e mostra come il centro del potere progressivamente si mosse dal sud al nord del paese. Adapa (U-an), altrove detto il primo uomo che fu metà-uomo e metà-dio, fu chiamato con il titolo Abgallu (Ab = acqua, Gal = grande, Lu = uomo) di Eridu. Adapa è considerato colui che portò la civiltà nella città e che servì il re Alulim.

## Eridu nel mito
Nella mitologia sumera Eridu era il nome del tempio di Abzu del dio Enki, la controparte sumera del dio accadico dell'acqua Ea. Come tutti gli dei sumerici e babilonesi Enki/Ea nasce come dio locale, e viene poi a condividere, secondo la tarda cosmologia, con Anu ed Enlil il dominio del cosmo. Il suo regno erano le acque che avevano circondato il mondo e che stavano sotto di esso (il sumerico Ab = "acqua"; Zu = "lontano").
La storia di Inanna la dea di Uruk descrive come essa dovette andare ad Eridu per ricevere i doni della civiltà. Inizialmente Enki, il dio di Eridu, fu tentato di non dare i suoi doni, ma poi accettò volentieri che Uruk diventasse il centro della terra. Ciò sembra essere un riferimento mitico al trasferimento di potere verso il nord, come accennato precedentemente.
Anche i testi babilonesi parlano della creazione di Eridu per mano del dio Marduk come la prima città la città santa, la dimora del loro [gli altri dei] piacere.
Alcuni ricercatori moderni, seguendo David Rohl, hanno ipotizzato che Eridu e non Babilonia fosse Babele ed il luogo originale della torre di Babele. Questo in base a svariate ragioni:
- Le rovine della ziggurat di Eridu sono ben più grandi e più antiche di tutte le altre e sembrano coincidere bene con la descrizione biblica dell'incompleta torre di Babele.
- Un nome di Eridu nei logogrammi cuneiformi viene pronunciato "Nun.Ki" (il luogo potente) in sumerico, ma molto più tardi lo stesso "Nun.Ki" venne inteso ad indicare la città di Babilonia.
- La più recente versione greca della Lista dei re di Berosso (ca. 200 a.C.) indica, nelle prime versioni, Babilonia, al posto di Eridu, come la più antica città in cui "la regalità calò dal cielo".
- Rohl ed altri, inoltre, identificano il re biblico Nimrod, costruttore di Erech (Uruk) e Babele, con il nome del leggendario Enmerkar (Kar significa "cacciatore" ) della Lista dei re, noto per aver costruito templi sia nella sua capitale Uruk, che in Eridu.